# Alda Perdigão

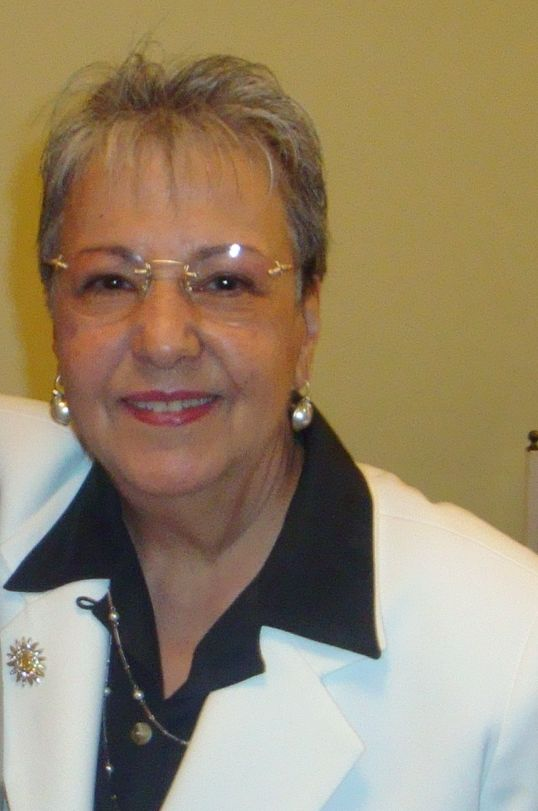
Alda Perdigão

Alda Perdigão (São Paulo, 19 de setembro de 1934), é uma cantora brasileira.

## Biografia
Alda Perdigão começou sua trajetória artística ainda criança com apenas 5 anos de idade, cantando em circos levada por seu pai, formando com seu irmão Osnir a dupla "Os Irmãos Perdigão". Com o grande sucesso da dupla, passaram a se apresentar no famoso   programa de rádio Clube Papai Noel apresentado por Homero Silva..  Depois de vários anos atuando em dupla com seu irmão, em 1950, Alda Perdigão venceu o concurso "A mais bela voz juvenil de São Paulo", instituído pela recém fundada TV Tupi, no programa "Gremio Juvenil Tupi". Deu-se então o início de sua carreira solo. A cantora tinha 16 anos e ganhou como prêmio um contrato com a TV Tupi, na qual ficou até o ano seguinte, sendo portanto parte do 'cast' pioneiro dos primórdios da TV brasileira.
Apareceu cantando no primeiro comercial do gênero (lançamento do sabão em pó Minerva) da TV brasileira, numa época em que até então eles só eram produzidos as vozes das garotas-propaganda sobre imagens para divulgar os produtos.
Em 1952, transferiu-se juntamente com Demerval Costa Lima, que era o Diretor Geral das Emissoras Associadas (TV Tupi) para as Organizações Victor Costa TV Paulista (que viria a se tornar a TV Globo de São Paulo anos mais tarde),  lá permanecendo até 1958, quando foi então assinou contrato com a TV Record. 
Em 1956, contratada pela gravadora pernambucana Mocambo gravou seu primeiro disco com a marcha "O casamento da princesa" e o samba "Modo de gostar", as duas de autoria de Portinho, Wilson Falcão e Machado, e os fox "Os pobres de Paris", de M. Mannot e J. Rouzeaud, em versão de Júlio Nagib, e "Cupido me acertou", de Portinho e Wilson Falcão.
Em 1957, gravou a marcha "Vire a página", de Conde, Antônio Rago e Alcebíades Nogueira, e o samba "Amor inocente", de Venâncio e Jorge Costa. Contratada pela Odeon em 1958, gravou a toada "O balanço da rede", de Osnir dos Santos Perdigão e Odair dos Santos Perdigão, os sambas "No meu Canindé", de Raul Duarte, e "Meu primeiro amor", de Raguinho e Gentil Castro, e a marcha "Como dói", de Alfredo Borba e Orlando Monello.
Participou de duas coletâneas lançadas pela gravadora Odeon em 1959: "Carnaval 1959", do qual tomaram parte os artistas Ataulfo Alves, Dalva de Oliveira, Isaura Garcia, Ademilde Fonseca, Francisco Egydio, Marlene, Orlando Silva, e Demônios da Garoa, entre outros, interpretando a marcha "Meu primeiro amor", de Raguinho e Gentil Castro.
O outro disco foi o LP "Festival de vozes com os maiores da "Maior", e que contou com participações de Isaura Garcia, Neyde Fraga, Trio Marayá, e outros, no qual cantou as músicas "Momento perigoso" e "Chovia", ambas de Alfredo Borba e Édson Borges.
Ainda em 1959, lançou em disco de 78 rpm a valsa "Chovia", de Edson Borges e Alfredo Borba, e o clássico samba canção "Fim de caso", de Dolores Duran.
Em 1960, gravou com acompanhamento de Valter Vanderley e seu conjunto os sambas "Tome continha de você", de Dolores Duran e Edson Borges, e "Samba triste", de Baden Powell e Billy Blanco (primeira música com letra e cantada, com melodia de Baden Powell e espécie de flerte da cantora com a Bossa Nova) .
Em 1961, foi contratada pela RCA Victor e lançou o LP "Alda Perdigão" no qual interpretou obras como "Samba do bom", de Sidney Morais, "Brancura", de Denis Brean e Osvaldo Guilherme, "Quando a esperança vai embora", de Tito Madi, "Chorou chorou", de Luis Antônio, "Meu caminho", de Sidney Morais e Anna Luisa, "Por pouco pouco", de Raul Duarte, "Lua espiando", de Sidney Morais, "Esperando", de M. Campos da Silva e Hilton Accioli, "Canção dos olhos tristes", de Tito Madi, "Cantar por cantar", de Tasso Bangel, "Mundo mau", de Sidney Morais e Julio Rosemberg, e "É fácil dizer adeus", de Tito Madi. Nesse disco se destacaram os sambas "Samba do bom", "Brancura", "Cantar por cantar" e "É fácil dizer adeus", também lançados em discos de 78 rpm. Ainda neste ano, com sua carreira consolidada, apresentou um programa exclusivamente seu ao vivo, com duração de 30 minutos na TV Cultura de São Paulo, ainda nos tempos em que seus estúdios ocupavam um prédio da rua 7 de abril, Além da participação em inúmeros programas de TV nas emissoras citadas, Alda Perdigão participou também de programas da extinta TV Excelsior. E na TV Tupi era figura frequente dos programas "Almoço com as Estrelas" e "Clube dos Artistas)   
Contratada pela RGE gravou em 1963, a canção "Mater dolorosa", de Luis Amade e Gilbert Becaud, em versão de Henrique Lobo, e a "Guarânia da saudade", de Luiz Vieira, tendo sido a primeira cantora a registrar essa clássica guarânia, em disco que contou com acompanhamento da Orquestra RGE sob a direção do maestro Pocho.
No mesmo ano, lançou o LP "Sonata do amor divino" no qual interpretou "Amor de trapo e farrapo", de Paulo Vanzolini, "Desespero", de Édson Borges, "Doce amargura (Ti guardero nel cuore)", de R. Ortolani e N. Oliviero, e versão de Nazareno de Brito, "Canção da solidão", de Haroldo Barbosa e Luis Reis, "Noite não te vas (Noche no te vayas)", de Roberto Cantoral, e versão de Eduardo Prado, "Sonata do amor divino" e "Guarânia da saudade", de Luis Vieira, "Magoada (Hurt)", de Crane e A. Jacobs, e versão de Édson Gama, "Poeta popular", de Wilma Camargo, "Despedida", de Raul Sampaio e Benil Santos, "Se meu amor viesse agora", de Irmãos Orlando e Antônio Correia, e "Vem amor (Vem que te quiero)", de Arnulfo e M. Veja, e versão de Amaury Mazorca. Ainda no mesmo ano, participou da coletânea "14 sucessos de ouro Vol. 4" da RGE interpretando a canção "Doce amargura".
Também em 1963, lançou pela Philips um disco com a canção "E agora?", de Gilbert Becaud, e versão de Delanoe, e o samba-canção "Quando chegares", de Carlos Lira.
Em 1969, lançou um compacto simples "Alda Perdigão com orquestra" pelo selo RGE com as músicas "Poema de ternura" e "Mamãe pequenina".
Em 1973, participou do LP "Quando as escolas se encontram" da gravadora RCA Camden que reuniu artistas como Marlene, Joel de Castro e outros interpretando sambas de diferentes escolas de samba.
Nesse disco cantou os sambas "Zodíaco no samba", de Paulo Brazão e Irany S. Silva, e "Trá-lá-lá Lamartine Babo um hino ao carnaval brasileiro", de Darci do Nascimento e Oliviel Alves de Oliveira.
Em 1975, sua interpretação para o samba "Brancura" foi incluída no LP "Raízes - Denis Brean & Osvaldo Guilherme" da série "Grandes autores" da RCA Camden.
No ano seguinte, o disco "Na boca do povo - 16 sucessos de sempre" da gravadora Premier/RGE incluiu sua interpretação para a "Guarânia da saudade", de Luiz Vieira.
Em 1990, foi lançada pela gravadora RGE a "Série inesquecível - Grandes compositores" e no volume dedicado a Raul Sampaio e Benil Santos, foi incluída sua versão para o samba-canção "Despedida".
Cantora de grande potência vocal e forte personalidade em cena, Alda Perdigão fez sempre muito sucesso, onde quer que se apresentasse, cantando com muita emoção as canções que interpretava . Foi casada por duas vezes, sendo a primeira em 1955 com Francisco Renato Duarte (Quico), seu colega e locutor da rádio Nacional de São Paulo, com quem teve seu primeiro e único filho, Afonso Celso. Seu segundo casamento foi com o empresário Durval Emmerich Filho, em 1969, quando Alda decidiu trocar a carreira artística, preferindo exercer apenas os papéis de mãe e esposa, desfrutando mais de sua casa. 
Em 1999, depois de ter feito três operações na coluna voltou a cantar em pequenas apresentações esporádicas e em 2000 tornou-se viúva de seu segundo marido, Em 2003 decidiu mudar-se para a bucólica cidade de Atibaia, no interior do estado de São Paulo, onde vive atualmente. 
Alda Perdigão participou ativamente ainda da fundação da Pró-TV, associação que reúne os profissionais pioneiros da TV Brasileira, depois transformada em Museu da TV, tendo recebido homenagem por ocasião dos 60 anos,do nascimento da TV no Brasil em 2010  
Um surpreendente fã da cantora, Milan Filipovic, nascido e residente na Sérvia, mantém boa parte de seu acervo disponível para download através de seu blog Parallel Realities Studio, bem como de várias outras cantoras da era romântica da música brasileira.  
Em 2014 participou do programa "Sr. Brasil" apresentado por Rolando Boldrin e exibido pela TV Cultura de São Paulo.  
Para ver este programa, outros vídeos ou baixar o acervo da cantora acesse a fan page da cantora no Facebook.  

## Discografia
1953 - 78 RPM (RCA Victor)
1. Fui Eu (Aloísio Figueiredo / Nelson Figueiredo) 
2. O Coração Mandou Dizer (Haroldo Lobo / Milton de Oliveira)
1953 - 78 RPM (RCA Victor)
1. Pertinho Do Céu (Nelson Figueiredo / Aloísio Figueiredo) 
2. Eu Não Sei (Claribalte Passos)
1956 - 78 RPM (Mocambo)
1. Casamento Da Princesa (Portinho / Wilson Falcão / Machado Filho) 
2. Medo De Gostar (Portinho / Wilson Falcão / Machado)
1956 - 78 RPM (Mocambo)
1. Os Pobres de Paris (La Goualante Du Pauvre Jean) (Marguerite Monnot / R. Rouzeaud / Vrs. Julio Nagib) 
2. Cupido Me Acertou (Portinho / Wilson Falcão)
1957 - 78 RPM (Mocambo)
1. Vire A Página (Antônio Rago / Alcebíades Nogueira / Conde) 
2. Amor Inocente (Venâncio / Jorge Costa)
1958 - 78 RPM (Odeon)
1. O Balanço Da Rede (Osni Perdigão / Odair Dos Santos Perdigão)
2. No Meu Canindé (Raul Duarte)
1958 - 78 RPM (Odeon)
1. Como Dói (Alfredo Borba / Orlando Monello) 
2. Meu Primeiro Amor (Raguinho / Gentil Castro)
1959 - 78 RPM (Odeon)
1. Chovia (Édson Borges / Alfredo Borba) 
2. Fim de Caso (Dolores Duran)
1960 - 78 RPM (Odeon)
1. Tome Continha de Você (Dolores Duran / Édson Borges) 
2. Samba Triste (Baden Powell / Billy Blanco)
1961 - LP - Alda Perdigão (RCA Victor)
1. Samba do Bom (Sidney Morais)
2. Brancura (Denis Brean / Osvaldo Guilherme)
3. Quando a Esperança Vai Embora (Tito Madi)
4. Chorou Chorou (Luis Antônio)
5. Meu Caminho (Sidney Morais / Anna Luisa)
6. Por Pouco Pouco (Raul Duarte)
7. Lua Espiando (Sidney Morais)
8. Esperando (Marconi Campos da Silva / Hilton Accioli)
9. Canção dos Olhos Tristes (Tito Madi)
10. Cantar Por Cantar (Tasso Bangel)
11. Mundo Mau (Sidney Morais / Julio Rosemberg)
12. É Fácil Dizer Adeus (Tito Madi)
1961 - 78 RPM (RCA Victor)
1. Samba do Bom (Sidney Morais) 
2. Brancura (Denis Brean / Osvaldo Guilherme)
1961 - 78 RPM (RCA Victor)
1. Valsa dos Namorados (Silvino Neto) - Carlos Galhardo
2. Cantar Por Cantar (Tasso Bangel) - Alda Perdigão
1961 - 78 RPM (RCA Victor)
1. É Fácil Dizer Adeus (Tito Madi) - Alda Perdigão
2. O Rock É Bom (gave In) (Ramalho Neto / Ned Miller) - Carlos Gonzaga
1963 - 78 RPM (Philips)
1. E Agora (et Maintenant) (Gilbert Bécaud / Pierre Delanoé / Vrs. Paulo Queiroz)
2. Quando Chegares (Carlos Lyra)
1963 - LP - Sonata do Amor Divino (RGE)
1. Amor de Trapo e Farrapo (Paulo Vanzolini)
2. Desespero (Édson Borges)
3. Doce Amargura (Ti Guarderó Nel Cuore) (Ciorciolini / Ortolani / N. Oliviero / Vrs. Nazareno de Brito)
4. Canção da Solidão (Haroldo Barbosa / Luis Reis)
5. Noite Não Te Vas (Noche no Te Vayas) (Roberto Cantoral / Vrs. Eduardo Prado)
6. Sonata do Amor Divino (Luiz Vieira)
7. Magoada (Hurt) (Crane / A. Jacobs / Vrs. Édson Gama)
8. Poeta Popular (Wilma Camargo)
9. Despedida (Raul Sampaio / Benil Santos)
10. Se Meu Amor Viesse Agora (Irmãos Orlando / Antônio Correia)
11. Guarânia da Saudade (Luiz Vieira)
12. Vem Amor (Ven Que Te Quiero) (Arnulfo / M. Vega / Vrs. Amaury Mazorca)
1963 - COMPACTO (RGE)
1. Amor de Trapo e Farrapo (Paulo Vanzolini)
2. Magoada (Hurt) (Crane / A. Jacobs / Vrs. Édson Gama)
1963 - 78 RPM (RGE)
1. Mater Dolorosa (Gilbert Bécaud / Louis Amade / Vrs. Henrique Lobo)
2. Guarânia da Saudade (Luiz Vieira)
SD - COMPACTO (RGE)
1. O primeiro beijo
2. Desespêro
1969 - COMPACTO (RGE)
1. Poema de ternura
2. Mamãe pequenina